# José Chávez Morado

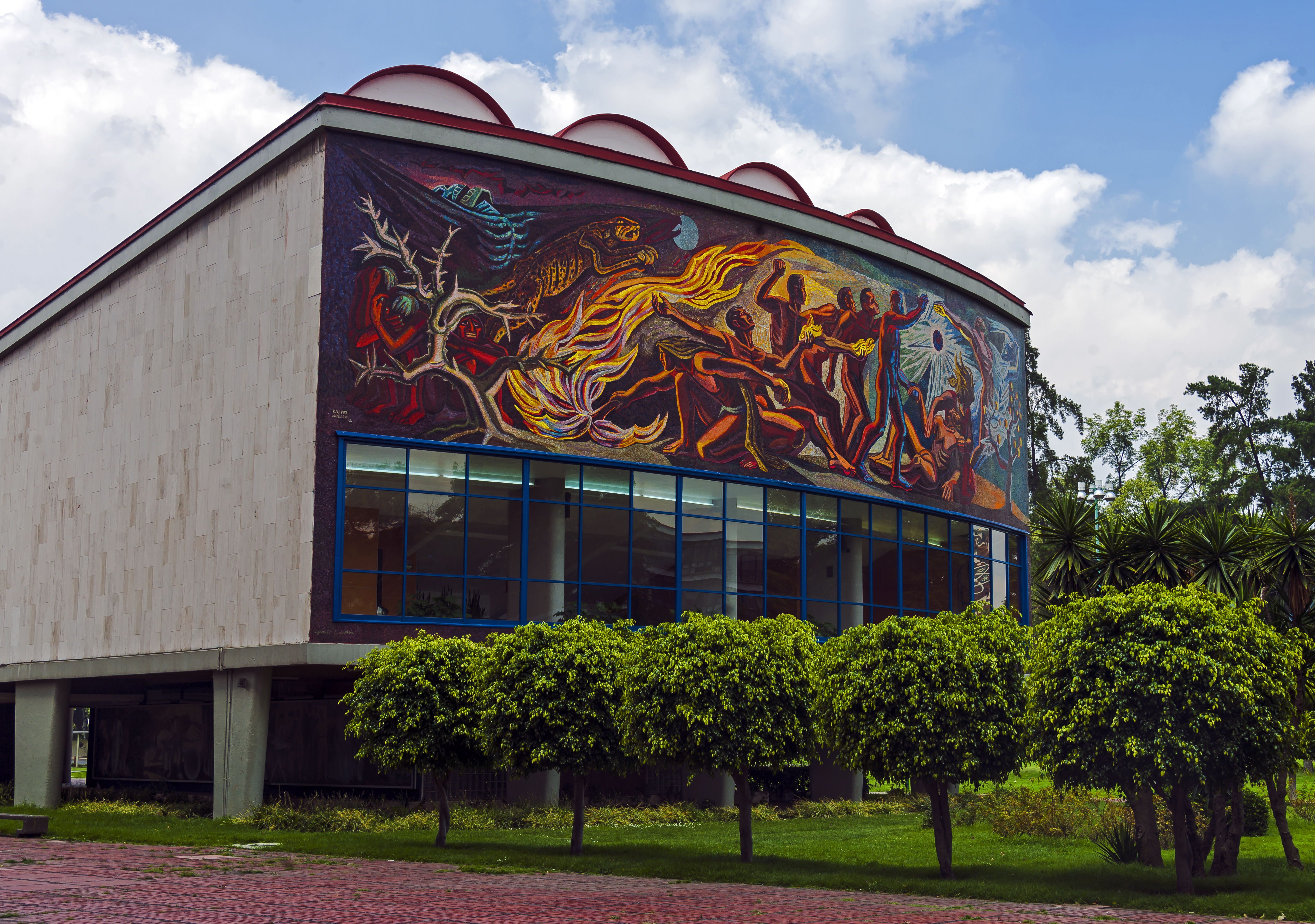
Peinture murale La conquête de l'énergie de José Chávez Morado à l'UNAM, Mexico.

José Chávez Morado, né le 4 janvier 1909 et mort le 1er décembre 2002, est un peintre et graveur mexicain associé au mouvement muraliste mexicain du XXe siècle. Sa génération suit celle de Diego Rivera, José Clemente Orozco et David Alfaro Siqueiros. Bien que Chávez Morado ait suivi des cours en Californie et au Mexique, il est considéré comme un autodidacte. Il expérimente divers matériaux et est l'un des premiers utilisateurs de la mosaïque italienne dans des œuvres monumentales. Parmi ses œuvres majeures, on compte des peintures murales à la Ciudad Universitaria, Secretaría de Comunicaciones y Transportes et Museo Nacional de Antropología à Mexico ainsi que des fresques à l'Alhóndiga de Granaditas, dont la réalisation lui prend douze ans. À partir des années 1940, il travaille également en tant que promoteur culturel, créant un certain nombre d'institutions culturelles, notamment dans son État natal de Guanajuato, dont le Museo de Arte Olga Costa - José Chávez Morado, qui porte son nom et celui de son épouse, l'artiste Olga Costa.

## Biographie
José Chávez Morado naît le 4 janvier 1909 à Silao, Guanajuato, peu avant le déclenchement de la Révolution mexicaine,. Son père, José Ignacio Chávez Montes de Oca, est un marchand, et sa mère est Luz Morado Cabrera. Il est issu d'une famille modeste, mais son grand-père possède une bibliothèque privée de plus de 5 000 volumes, collectionnés par ses grands-parents et arrière-grands-parents. Les illustrations de ces livres constituent le premier contact de l'enfant avec l'art; lorsqu'il est petit, il passe son temps à les copier, en particulier les illustrations de La Ilustración Española,.
Sa mère meurt alors qu'il est adolescent et, à 16 ans, il commence à travailler dans l'entreprise électrique de Silao, Compañia de Luz. Il perd cet emploi lorsqu'il dessine une caricature de son patron,. Il travaille ensuite à la compagnie nationale des chemins de fer, Ferrocarriles Nacionales de México, ce qui lui donne l'occasion de parcourir une partie de la campagne mexicaine. En 1925, il émigre aux États-Unis, où il travaille dans des exploitations d'agrumes en Californie et se rend même en Alaska pour travailler dans la pêche au saumon sur l'île de Tonepek. Pendant cette période, il dessine encore, principalement des portraits de ses collègues,. Il revient en Californie après avoir quitté l'Alaska, en prenant divers emplois pour pouvoir suivre des cours à la Chouinard School of Arts. C'est à cette époque qu'il rencontre José Clemente Orozco qui est en train de peindre la fresque "Prometeo" au Pomona College.
En 1930, il retourne à Silao. Son père lui donne un magasin à gérer. Au comptoir, il dessine des images des clients et d'autres personnes typiques, qu'il vend lorsque le magasin ferme et qu'il déménage à Mexico. Il entre à l'Escuela Nacional de Bellas Artes (aujourd'hui Escuela Nacional de Artes Plásticas, s'associant aux artistes de gauche les plus actifs politiquement). Il suit des cours de gravure avec Francisco de León, de peinture avec Bulmaro Guzmán et de lithographie avec Emilio Amero. Au Centro Popular de Pintura Saturnino Herrán, il rencontre Leopoldo Méndez, dont il prend des affiches dans les rues pour décorer sa chambre.
Il rencontre également Olga Costa, née à Leipzig, en Allemagne, fille du musicien émigré russe Jacob Kostakowsky,. Ils se marient en 1935.
Au cours de sa carrière artistique, Chávez Morado est politiquement actif en tant que membre du Parti communiste mexicain et au sein de plusieurs groupes d'artistes communistes et socialistes,.
En 1949, il étudie à l'étranger, en Europe et à Cuba.
Plus tard dans sa vie, lui et sa femme résident pendant un certain temps à San Miguel de Allende, puis s'installent définitivement dans la ville de Guanajuato en 1966. Ils deviennent de fervents collectionneurs d'artisanat et d'art populaire mexicains, de pièces archéologiques, de livres et de plantes. Ils parrainent également  de nombreux événements culturels jusqu'à sa mort,. En 1975, ils décident de faire don de leur collection d'art préhispanique au Museo Regional de la Alhóndga de Granaditas et leur collection d'art colonial et populaire au Museo del Pueblo de Guanajuato.
Chávez Morado meurt le 1er décembre 2002 à l'âge de 93 ans d'une insuffisance respiratoire. Ses funérailles ont lieu au Museo del Pueblo,. Au moment de sa mort, il est considéré comme le « dernier des muralistes mexicains »,,.

## Carrière
Au cours de sa carrière, José Chávez Morado est peintre, graveur, muraliste et promoteur culturel. Il œuvre également pour soutenir les institutions éducatives de l'État de Guanajuato.
Il construit sa carrière artistique dans les années 1930, en commençant par donner des cours de dessin dans les écoles primaires et secondaires en 1933. Il est nommé chef de la section des beaux-arts du département des beaux-arts du Secrétariat à l'Éducation publique (SEP) en 1935, puis donne des cours de dessin à l'Escuela de Pintura y Escultura du SEP dans les années 1940. Il est également professeur de lithographie à l'Escuela de Artes del Libro. Parmi ses élèves figurent Felipe Ehrenberg (en), Luis Nishizawa et Greta Dale (en). Il réalise également des travaux d'illustration au début de sa carrière, comme six linogravures pour le livre Vida nocturna de la Ciudad de México des Ediciones de Arte Mexicano.
Ses principales créations en tant qu'artiste sont des peintures murales. Sa première œuvre publique intitulée La lucha antiimperialista ! se trouve à l'école normale de Xalapa dans l'État de Veracruz en 1935,. Parmi les autres peintures murales de la première heure, citons celle destinée aux médecins multifamiliaux de l'ISSSTE et de l'école normale de Guadalajara, toutes deux réalisées avec des pièces de verre. À partir de 1952, il réalise trois peintures murales à la Ciudad Universitaria de Mexico, intitulées El regreso de Quetzalcóatl (Le retour de Quetzalcóatl), La conquista de la energía (La conquête de l'énergie) et La ciencia y el trabajo (La science et le travail). Toutes se trouvent dans l'auditorium Alfonso Caso, les deux premières étant constituées de pièces de verre. El retorno de Quetzalcoatl et La conquista de la energia sortent des thèmes sociaux et politiques habituels de son œuvre, mais avec La ciencia y el trabajo, il revient à l'examen des questions sociales, cette fois en relation avec le bâtiment des sciences de la Ciudad Universitaria elle-même, qui est conçue par l'architecte de Mexico Eugenio Peschard. L'œuvre n'est pas très appréciée par les étudiants de l'université, mais elle est recherchée par les touristes étrangers. Elle montre comment les ouvriers agricoles des haciendas expropriées ont été  utilisés dans la construction de l'université ainsi que les architectes et ingénieurs qui l'ont conçue, de même que le générateur de Van de Graaff qui était une pièce maîtresse de l'université dans les années 1950. Cette dernière œuvre a été réalisée sur le vestibule de l'Auditorium avec une substance vinylique. En raison de son emplacement, cette pièce a subi des dommages dus à l'humidité et au vandalisme. En 1954, il réalise des fresques en mosaïque pour le bâtiment du Secrétariat aux Communications et aux Transports, faites de carreaux et de pierres colorées. De 1955 à 1967, il peint des fresques murales à l'intérieur des Alhóndigas de Granaditas. Ce travail est partiellement financé par une collecte de fonds à laquelle participent 250 000 écoliers mexicains qui donnent vingt centimes chacun. En 1964, il peint des panneaux sur des thèmes mésoaméricains pour le Musée national d'anthropologie de Mexico.
Les promotions culturelles de José Chávez Morado commencent dans les années 1940. Il fonde et dirige la galerie Espiral et est un membre fondateur du Salón de la Plástica Mexicana. En 1948, il est membre fondateur de la Sociedad para el Impulso de las Artes Plásticas et deux ans plus tard, il fonde le Taller de Integración Plástica. En 1951, il conçoit des décors et des costumes pour les ballets intitulés La manda et El sueño y la presencia. Il crée plusieurs musées dans son État natal de Guanajuato, notamment le musée régional Alhóndigas de Granaditas, la Casa del Arte José y Tomás Chávez Morado à Silao, la bibliothèque José Chávez Morado à l'Instituto Nacional de Bellas Artes (où il fait don de sa collection personnelle de livres d'art) et le Museo de Arte Olga Costa - José Chávez Morado,. Le dernier est situé dans une ferme qui faisait partie d'une plus grande hacienda du XVIIe siècle, dans une maison où le couple avait vécu auparavant. Inauguré en 1993, le rez-de-chaussée du musée abrite les collections permanentes qui comprennent des meubles, des céramiques, des verres, des plâtres, des retables et des masques. Il comprend une importante collection de plus de 500 pièces préhispaniques, et plus de soixante-dix pièces de Chávez Morado et Olga Costa.
Au cours de sa carrière, José Chávez Morado s'engage dans la politique de gauche, ce qui influence son art. Dans les années 1930, il rejoint la Liga de Escritores y Artistas Revolucionarios. La Liga édite un album de gravures, Estampas del Golfo, qui contenait dix de ses gravures sur bois. En 1937, il fait partie d'un comité d'intellectuels mexicains comprenant Silvestre Revueltas, Juan de la Cabada, Octavio Paz, Carlos Pellicer, Elena Garro et José Mancisidor, qui se rend en Espagne pour soutenir les républicains. En 1938, il rejoint le Taller de Gráfica Popular, qu'il quitte en 1941. En 1941, il collabore avec La Voz de México, en dessinant des caricatures sous le pseudonyme de "Juan Brochas". Il utilise le pseudonyme 'Chon' pour réaliser des illustrations pour l'hebdomadaire Combate dirigé par Narciso Bassols. Au début de l'année 1942, il publie quatre éditions d'un journal/affiche intitulé El Eje-Le, qui est une publication des Artistas Libres de México. Dans les années 1940, il est le secrétaire général du syndicat des professeurs des beaux-arts, qui réalise des gravures non commerciales avec des messages socialistes pour les coller sur des poteaux à l'extérieur. Ils doivent exercer cette activité la nuit car ils sont exposés aux attaques des réactionnaires tels que les Camisas Doradas (chemises dorées).
Parmi les travaux ultérieurs, citons les reliefs sur la colonne de la structure "parapluie" au centre du Museo Nacional de Antropología en 1964, un monument à Benito Juárez sur l'autoroute Guadalajara-Colima dans les années 1970, et les grilles en cuivre sur la façade du nouveau palais législatif de Mexico,.
Son héritage artistique se compose de plus de 2 000 œuvres, dont des peintures murales, d'autres œuvres monumentales, des gravures et des tableaux. Sa première exposition a lieu en 1944 à la Galería de Arte Mexicano. Par la suite, ses œuvres sont présentées à l'Instituto Nacional de Bellas Artes, à l'Instituto Nacional de Antropología e Historia et à l'université nationale autonome du Mexique ainsi qu'à l'étranger. En 1976, il expose pour la première fois ses travaux de dessin à la galerie José Clemente Orozco de la Zona rosa, sous le titre Apuntes de mi libreta, qui seront ensuite publiés dans un livre du même nom. Ses œuvres se trouvent dans les collections du Museo de Antropologia, de l'UNAM, du Centro Médico Siglo XXI, de l'Alhóndiga de Granaditas, du Museo del Pueblo, du musée Olga Costa Chávez Morado, du Museo de los hermanos Tomás y José Chávez Morado et dans des collections privées du monde entier,.
Il reçoit sa première reconnaissance pour son travail en 1945, lorsqu'il remporte le premier prix d'un concours de graphisme parrainé par le gouvernement de Mexico pour le 25e anniversaire de la révolution mexicaine. Dans les années 1950, il commencé à recevoir des récompenses et des nominations à des commissions artistiques. Il reçoit le Premio Nacional de Arte du gouvernement mexicain en 1974. En 1985, il est admis à l'Academia de Artes et reçoit un doctorat honorifique de l'Universidad Nacional Autónoma de México,. Il est également vice-président pour l'Amérique latine du Conseil mondial de l'artisanat de l'UNESCO et membre émérite du Sistema Nacional de Creadores de Arte. Son dernier hommage de son vivant a été rendu au Festival Internacional Cervantino. Une rétrospective de son œuvre est organisée à Cadix en 2012 à l'occasion du 10e anniversaire de sa mort.

## Héritage
Chávez Morado a créé des gravures, des illustrations, des dessins humoristiques, des sculptures, des peintures murales, des peintures sur toile, des fresques, du bronze, du verre, et a été l'un des premiers artistes mexicains à travailler la mosaïque italienne sur des œuvres monumentales,. Bien qu'il ait reçu une certaine formation en Californie et au Mexique, il est considéré comme étant essentiellement autodidacte,. Il s'est intéressé à l'expérimentation de nouvelles techniques et de nouveaux matériaux pour les peintures murales. Ses œuvres vont des fresques traditionnelles à celles réalisées en vinyle, en mosaïque, en pierre, en bronze et en terre cuite.
Son travail a toujours été figuratif dans le style du muralisme mexicain, également connu sous le nom de Escuela Mexicana de Pintura,. On l'associe avec des contemporains tels que Juan O'Gorman, Raúl Anguiano et Alfredo Zalce comme la génération de l'école qui suivra Diego Rivera, José Clemente Orozco et David Alfaro Siqueiros. Comme les autres, José Chávez Morado a promu les principes sociaux et politiques de la révolution mexicaine. Il pensait que l'art devait être esthétique et politique et était à la fois actif sur le plan politique et artiste. Son œuvre mettait l'accent sur la foi dans les masses, l'exaltation de la lutte et des héros de la révolution mexicaine, la culture populaire et le chemin de fer. Sa peinture tendait à mettre l'accent sur la forme humaine, avec des représentations des zones rurales du Mexique, des coutumes, des danses et de la religion populaire. Au milieu du XXe siècle, sa politique et son art deviennent militants et communistes, comme en témoignent ses gravures et son travail au Taller de Gráfica Popular.